# North County Transit District
El North County Transit District o, en español, el Distrito de Tránsito del Norte del Condado de San Diego (NCTD) (Reporte de marca AAR SDNR) es la agencia responsable del transporte público en  el Norte del Condado de San Diego, California, Estados Unidos. La agencia opera a los autobuses "BREEZE" y gestiona al San Diego Coaster, un servicio de cercanías entre Oceanside y el Centro de San Diego, en conjunto con Amtrak. Desde el 2002 al 2003 el NCTD restructuró sus rutas y sus centros de tránsitos en Escondido, Oceanside, Vista, San Marcos, Encinitas, y Carlsbad.
NCTD es propietaria de 62 mi (99,8 km) de líneas principales, al igual que 22 mi (35,4 km) del Ramal de Escondido que es abastecida por el Sprinter que inició sus operaciones en 2008. El tren de cercanías Coaster opera en una vía de 41,1 mi (66,1 km) de longitud. 
El NCTD mantiene a dos patios. Uno que es compartido con el tranvía de San Diego en 12 e Imperial en el centro de San Diego. Se utiliza para almacenar los ramales durante el mediodía. El otro, situado al norte de Oceanside Stuart Mesa en Camp Pendleton, es compartido con el Metrolink. Aquí es donde se encuentra el principal servicio de mantenimiento.

## Historia del San Diego Northern Railway y el NCTD
El San Diego Northern Railway o en español como el Ferrocarril del Norte de San Diego (SDNR) compró las vías que eran usadas por el Coaster a la Atchison, Topeka and Santa Fe Railway en 1994. El NCTD creó la subsidiaria San Diego Northern Railway Corporation en 1994 y la disolvió en el 2002 Cuando el Sprinter este completamente en operación hasta el NCTD tendrá una inversión total de USD 750 millones.
NCTD aún utiliza el reporte de marca SDNR para sus equipos de materiales rodantes.

## Servicios
- Breeze- Ruta fija local y servicio de autobuses expresos.
- Coaster- Servicio de tren de cercanías desde Oceanside al centro de San Diego.
- Elevador- Paratransit para aquellas personas que tienen alguna discapacidad y no pueden tener acceso al sistema de las rutas fijas.
- Sprinter- Tren ligero desde Oceanside hasta Escondido (California).